# Roche métamorphique

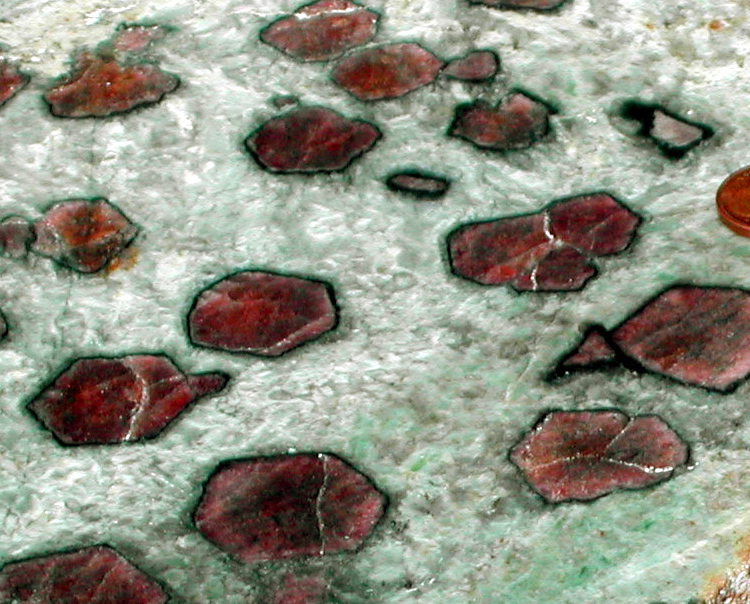
Éclogite constituée d'omphacite (pyroxène vert) et de grenat rougeâtre entouré d'une couronne réactionnelle sombre (témoin d'une réaction métamorphique incomplète). L'évolution de cette éclogite montre un stade initial de haute pression, puis une rétromorphose de haute température (la couronne d'amphibole s'étant formée lorsque la roche remonte le long du plan de subduction).

Une roche métamorphique est un type de roches dont la formation a pour origine la transformation à l'état solide des roches sédimentaires, magmatiques ou encore métamorphiques dans un régime de contraintes au cours d'un temps long, en raison des modifications des paramètres physico-chimiques du milieu dans lequel elles évoluent (notamment la pression, la température et la teneur en eau). Cette transformation, désignée sous le terme de métamorphisme, se traduit par une modification de la texture, de l'assemblage minéralogique à l'équilibre ou de la composition chimique de la roche. La roche originelle d'une roche métamorphique est appelée le protolithe.
En raison de leur diversité et de la complexité pour déterminer leur origine, la classification des roches métamorphiques n'est pas clairement définie et se base sur différents critères qui amènent à plusieurs types de classification.

## Nomenclature
Les roches métamorphiques ne font pas encore l'objet d'une nomenclature claire, universellement acceptée. À l'usage, le nom que le géologue donne à une roche métamorphique prend en compte ses principales caractéristiques, qu'il s'agisse de sa structure, de sa composition minéralogique ou de son protolithe, ce qui engendre une certaine confusion. Si le protolithe reste identifiable, il est pratique d'attribuer à la roche le nom de son protolithe affecté du préfixe « méta- ». Dans le cas où le protolithe est peu identifiable et où l'origine de la roche métamorphique est connue, son nom est affecté du préfixe « ortho- » (roche orthodérivée) si elle est issue d'une roche magmatique, ou du préfixe « para- » (roche paradérivée), si elle est issue d'une roche sédimentaire ; ainsi, un paragneiss est un gneiss ayant pour origine une roche sédimentaire, tandis qu'un orthogneiss est un gneiss originaire d'une roche magmatique,.

## Classification

### Faciès

Diagramme des faciès métamorphiques

La classification des roches métamorphiques par le biais des faciès métamorphiques utilise l'assemblage minéralogique à l'équilibre des roches étudiées. Chaque faciès métamorphique correspond à un champ de pression – température donné au sein duquel est présent un unique assemblage minéralogique à l'équilibre donné. Les limites entre les différents faciès correspondent à des réactions chimiques par le biais desquelles apparaissent ou disparaissent certains minéraux index. Le nom des faciès est tiré de ceux des roches de la séquence basique (roches de composition basaltique ou gabbroïque).

### Séquences
Les séquences métamorphiques sont un ensemble de roches métamorphiques de différents degrés métamorphiques, dont les compositions chimiques sont voisines, et étant issues d'un même type de protolithe. On distingue :
- la séquence arénacée, issue des roches sédimentaires gréseuses
- la séquence carbonatée, issue des roches sédimentaires carbonatées
- la séquence pélitique, issue des roches sédimentaires argileuses
- la séquence basique, issue des roches magmatiques basiques
- la séquence granitique, issue des granitoïdes

### Séries
Les séries métamorphiques correspondent à la succession de différentes roches métamorphiques le long d'un gradient pression – température. On distingue trois principaux gradients : le gradient haute pression – basse température, le gradient moyenne pression – moyenne température et le gradient basse pression – haute température.

## Types de roches métamorphiques
Les types de roches métamorphiques sont déterminés à partir d'éléments observés, tels que les structures ou les minéraux, sur ces dernières. Les grands groupes de roches métamorphiques se répartissent entre les schistes, les gneiss, les marbres et les métabasites.

## Formation

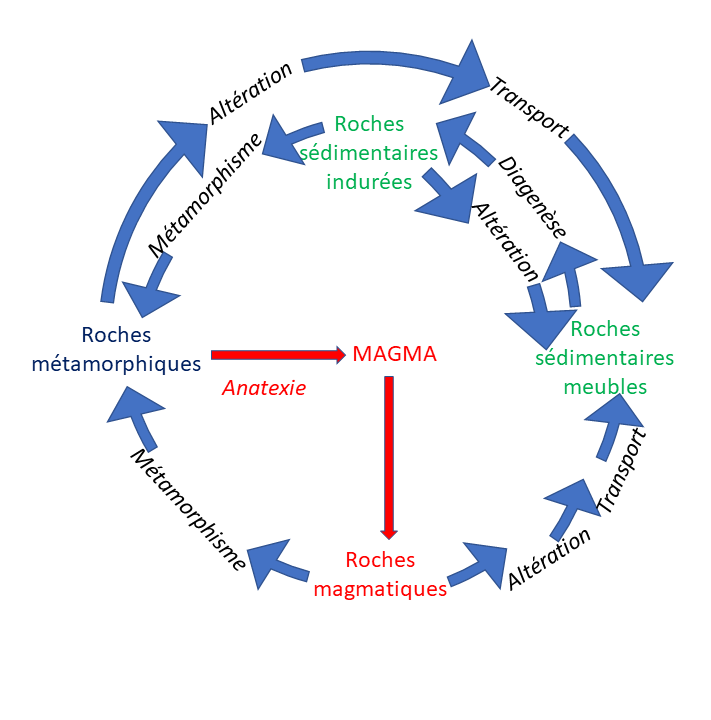
Différents modes de formation des roches.

Les roches métamorphiques sont issues de la transformation de roches préexistantes subissant une importante modification des conditions physico-chimiques de leur milieu. Ce phénomène, nommé métamorphisme, se subdivise principalement entre le métamorphisme régional et le métamorphisme de contact. Le métamorphisme régional s'effectue à grande échelle et correspond à d'importantes modifications des conditions de pression et de température qui induisent la cristallisation de minéraux métamorphiques et la déformation au sein de la roche qui voit le développement d'une foliation. Le métamorphisme de contact est généré par une très forte hausse de la température dans la roche encaissante au contact d'une intrusion plutonique.